# Helios Cäcilien-Hospital Hüls
Das Helios Cäcilien-Hospital Hüls ist ein ehemalig selbstständiges Krankenhaus in Hüls, Krefeld. Es ist heute eine Betriebsstätte von Helios Klinikum Krefeld. Träger ist die Klinikgruppe Helios Kliniken.

## Geschichte
Die Errichtung des Hülser Krankenhauses geht auf ein Dekret Napoleons zurück, der nach der Enteignung und Säkularisierung des Cäcilien-Klosters und Vertreibung der Nonnen im Jahr 1802 verfügte, in dem Gebäude „Stätten der Caritas und einen Zufluchtsort für alte, arme und schwache Arbeiter“ einzurichten. Die Gemeinde Hüls erwarb 1811 das Gebäude. Sie errichtete darin ein erstes kommunales Krankenhaus. 1847 entstand das Krankenhaus im alten Konventskloster.
Das Haus wurde in den 1960er Jahren komplett neu errichtet und im Jahr 1968 wieder in Betrieb genommen.
2007 wurde das Haus von Helios zu 74,9 % erworben, die übrigen Anteile behielt die Stadt. 
Seit Januar 2023 firmiert das Haus unter Helios Klinikum Krefeld.